# Nicolae Grigorescu (stacja metra)
Nicolae Grigorescu – stacja metra w Bukareszcie, na linii M1 oraz M3. Stacja została otwarta w 1981.